# Red Bull Racing
Red Bull Racing (RBR) es una escudería austriaca de Fórmula 1 con sede en Milton Keynes (Inglaterra, Reino Unido), propiedad de la empresa fabricante de bebidas energéticas Red Bull GmbH. La compañía adquirió la escudería Jaguar Racing en el año 2005 por cerca de US$110 000 000, cuando la anterior empresa propietaria, Ford Motor Company, anunció su retirada de la máxima categoría del automovilismo. Red Bull también cuenta con otro equipo subsidiario de Fórmula 1, llamado Racing Bulls Formula One Team —que hereda la estructura de Scuderia AlphaTauri y Scuderia Toro Rosso—, con sede central en Faenza (Italia), desde el que algunos jóvenes pilotos dan posteriormente el salto al primer equipo. Compite desde 2005 y en sus dos primeras temporadas participó con licencia británica.
Si bien la escudería debe su nombre a la empresa de bebidas, la cual además de su propietaria es al mismo tiempo su principal patrocinador, la denominación comercial del equipo ha recibido modificaciones a lo largo de distintas temporadas, en las que incorporaron a la misma el nombre de distintos patrocinadores notables que han logrado cerrar acuerdos con la escudería.
Cuenta en su palmarés con ocho Mundiales de Pilotos: cuatro de Sebastian Vettel y cuatro de Max Verstappen; y seis Mundiales de Constructores.

## Historia

### Antecedentes (1995-2004)

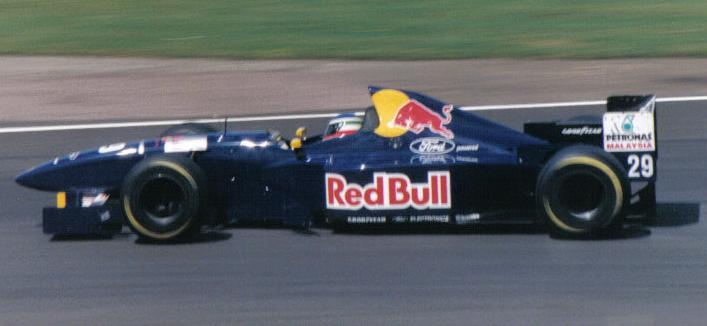
La participación de Red Bull en la Fórmula 1 se remonta a 1995, cuando patrocinó por primera vez al equipo Sauber.

Los orígenes del equipo se remontan a la escudería creada por Jackie Stewart, llamada Stewart Grand Prix, que disputó sus primeras carreras en 1997. El equipo fue comprado por Ford y corrió bajo el nombre de Jaguar Racing durante la temporada 2000 de Fórmula 1. A pesar de la juventud del equipo en comparación con otros constructores como Scuderia Ferrari y McLaren, se consideró un inicio bastante exitoso, con una carrera ganada en 1999. No obstante, los numerosos cambios técnicos y administrativos, que incluyeron la contratación de personalidades de alto perfil, como Niki Lauda y Bobby Rahal y el fallido intento de atraer al diseñador Adrian Newey, el equipo nunca volvió a alcanzar los logros de la era Stewart.
A raíz de los decepcionantes resultados obtenidos por el equipo, Ford anunció su retirada tras la temporada 2004 de Fórmula 1.
Previamente, Red Bull había patrocinado a las escuderías Sauber entre 1995 y 2004; y a Arrows en 2002, antes de la quiebra de esta escudería.

### Inicio (2005-2008)

#### Temporada 2005
El 15 de noviembre de 2004, Red Bull anunció que la adquisición de Jaguar Racing se había concretado. Durante la temporada 2005 de Fórmula 1, el equipo mantiene los propulsores Cosworth. Los primeros pilotos de la escudería fueron el veterano David Coulthard y el joven Christian Klien, quienes debutaron en la temporada 2005 marcando puntos con ambos vehículos en sus dos primeras carreras. Al final acabaron su primer año en el 7.º puesto entre los constructores con 34 puntos, siendo un prometedor inicio para la debutante formación austríaca, especialmente en comparación con lo logrado por Jaguar en su último año.
El dueño de Red Bull, Dietrich Mateschitz, tentó a su compatriota austríaco Gerhard Berger, expiloto de la categoría y director de BMW Motorsport, para que pasase a dirigir la nueva escudería.
En noviembre de 2005, se anunció la contratación del diseñador Adrian Newey para 2006.

#### Temporada 2006
Después de una primera temporada con signos positivos, el equipo esperaba más en 2006, pero el comienzo fue bastante decepcionante, con solamente dos puntos obtenidos en seis carreras. El 28 de mayo de 2006, Red Bull consigue su primer podio de la historia al acabar David Coulthard en tercer lugar en el Gran Premio de Mónaco de 2006. Volvieron a acabar séptimos en la clasificación de constructores, aunque con menos puntos que en 2005, a pesar de contar con motores Ferrari.

#### Temporada 2007
En 2007, el equipo incorpora a Mark Webber, que, en parte, regresa a "casa" tras su paso por Jaguar en 2003 y 2004, y usaría motores Renault. Junto con David Coulthard, Webber formaría la alineación de pilotos titular de la escudería; por lo que Christian Klien se buscó continuar en la Fórmula 1 intentando entrar como piloto probador en Honda, fichaje que se consumó. Tras unas primeras carreras complicadas, en el Gran Premio de Europa de 2007, Mark Webber supo beneficiarse del caos en las primeras vueltas para sumar el segundo podio de su carrera, mientras que la suerte no le sonrió en el circuito de Fuji, donde se vio obligado a abandonar al ser arrollado por el joven Sebastian Vettel cuando marchaba segundo. Pese a ello, RBR completó una destacable temporada en 5.º puesto en la clasificación por equipos; quedándose a nueve puntos de la cuarta posición al verse asolados por los abandonos.

#### Temporada 2008
Para la temporada 2008, el equipo decidió mantener a sus dos pilotos y tras dos años de sequía, el escocés David Coulthard volvió a subirse al podio en el Gran Premio de Canadá de 2008, donde cuajó una gran actuación con una estrategia a una sola parada. Hay que decir que el rendimiento del RB4 fue notable en la primera mitad del año, aunque posteriormente disminuyó sus prestaciones y tuvo un mal final de temporada. Al final, la escudería austríaca empeoró su posición en el campeonato (7.ª) respecto a la de 2007 (5.ª), aunque logró más puntos que entonces (29 a 24).

### Años dorados (2009-2013)

#### Temporada 2009: al acecho de los campeonatos

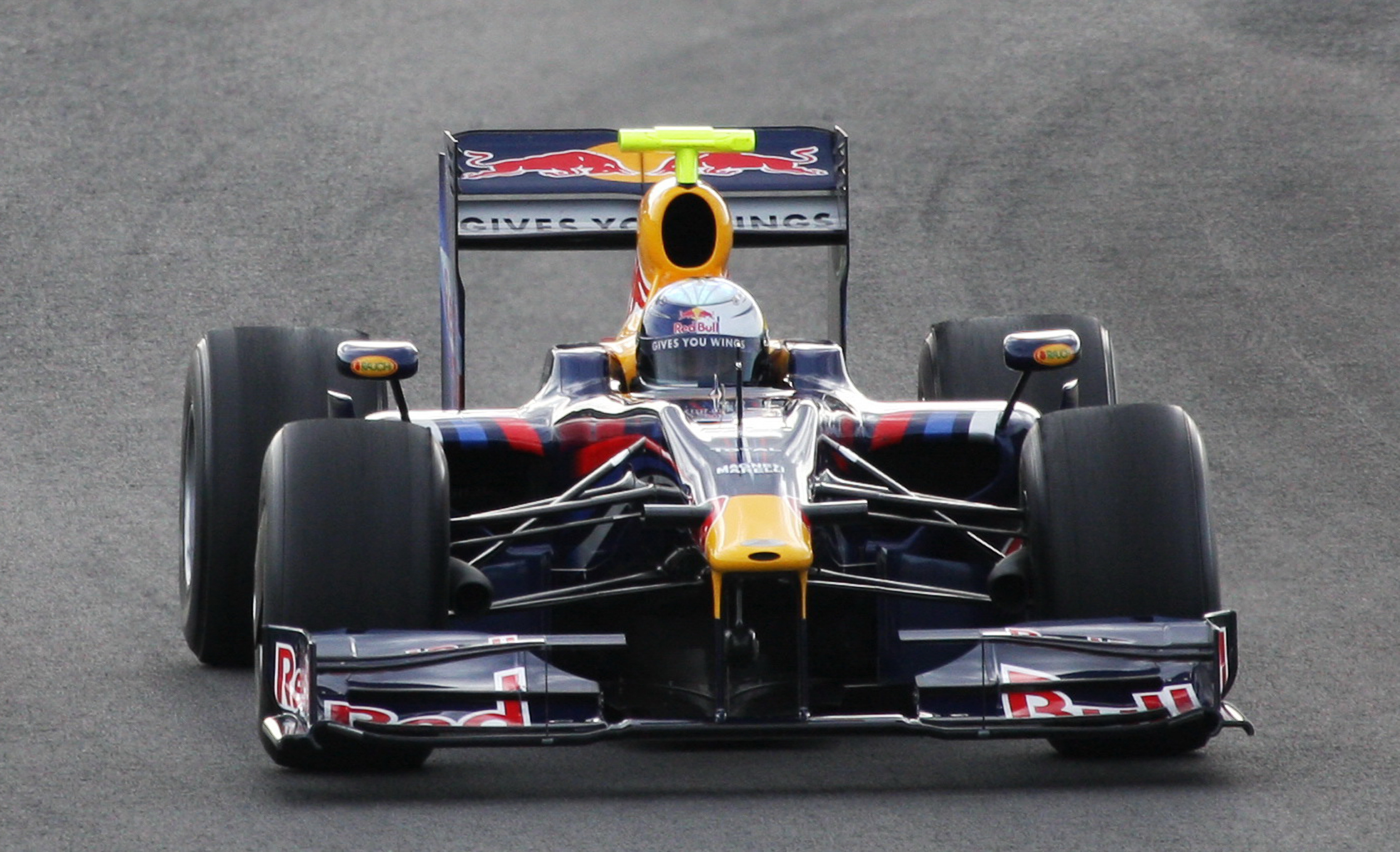
Sebastian Vettel conduciendo el RB5 en las pruebas de pretemporada en el Circuito de Jerez.

Pese a la retirada del experimentado escocés David Coulthard, el joven Sebastian Vettel lo sustituye en 2009, tras completar una temporada magnífica el año anterior (8.º con 35 puntos) y habiendo logrado una victoria y una pole position con la Toro Rosso. Precisamente fue Vettel quien hizo que Red Bull Racing lograra su primera pole position y su primera victoria en la Fórmula 1, plantando cara a los equipos cuyos automóviles poseen difusores dobles, en el Gran Premio de China de 2009.
En 2009, Red Bull completa una magnífica temporada en la que supieron interpretar mejor que nadie el nuevo reglamento relativo a los monoplazas, junto a Brawn GP, siendo las revelaciones del año al mejorar notablemente su rendimiento respecto al 2008. De hecho, Red Bull fue el primer equipo que logró romper el dominio abrumador de Brawn GP y Jenson Button, y habitualmente era su competidor más cercano. La escudería se proclamó subcampeona del Campeonato de Constructores, mientras que Sebastian Vettel consiguió el subcampeonato de pilotos y Mark Webber acabó 4.º. Vettel ganó 4 carreras; y Webber, 2. Fue el preludio de un gran salto de calidad por parte de RBR.
Para la temporada 2010, el equipo se posiciona como uno de los favoritos por el gran coche de la temporada anterior. Efectivamente, al final de la pretemporada todos señalan al equipo como el rival a batir.

#### Temporada 2010: la primera conquista en un año muy disputado

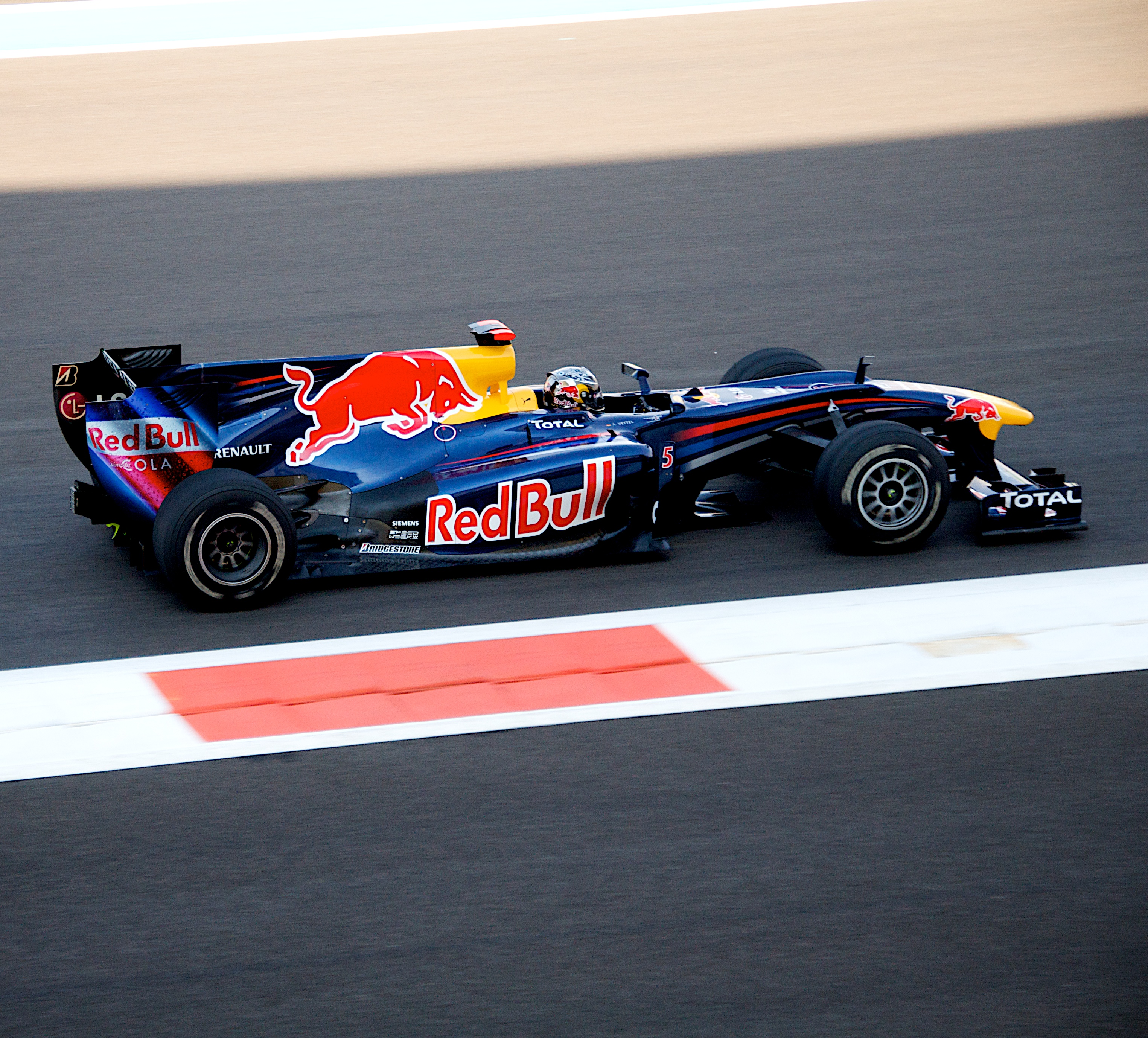
Vettel ganó el Campeonato Mundial de Pilotos de 2010 en el Gran Premio de Abu Dabi que finalizó la temporada.

En la primera carrera en Baréin, Vettel se hace con una pole position bastante autoritaria, y en carrera lidera sin problemas. Sin embargo, a unas vueltas del final, su escape comienza a fallar y se ve sobrepasado por Fernando Alonso, Felipe Massa y Lewis Hamilton, y finalmente acaba 4.º. Mark Webber terminó en 8.º puesto, también con bastantes problemas, por lo que se demostraba que el Red Bull RB6, al igual que su predecesor, era rápido pero algo frágil. En Australia, Vettel se hace de nuevo con la pole, pero de nuevo abandona por avería cuando va en cabeza. Finalmente, es en Malasia donde el equipo logra la primera victoria y doblete del año, con Vettel por delante de Webber. Posteriormente llegaron dos victorias consecutivas de Webber, en España y Mónaco. Sin embargo, la consistencia de McLaren les relega al segundo puesto de la clasificación.
Tras una temporada marcada por un dominio abrumador en las sesiones de calificación (con 15 de 19 pole positions logradas), el equipo se alza con la victoria en el campeonato de constructores en la última carrera, en Brasil tras sumar 43 puntos gracias a la victoria de Sebastian Vettel y al segundo puesto de Mark Webber, y gracias al error de Ferrari que equivocó la estrategia de Alonso, que lideraba el campeonato, obteniendo hasta la fecha un total de 469 puntos. Como colofón, Sebastian Vettel se proclama el campeón más joven de la historia ganando en Yas Marina el último GP del campeonato, por lo que Red Bull finaliza la temporada con 498 puntos.

#### Temporada 2011: segundo campeonato en un año demoledor
En 2011, con un imbatible RB7, revalidó ambos campeonatos con una indiscutible superioridad, hasta el punto que sacaron más de 100 puntos a su primer perseguidor tanto en el mundial de pilotos como el de constructores. Vettel protagonizó un arranque espectacular, terminando primero o segundo en todas las carreras hasta que fue 4.º en la décima ronda, proclamándose campeón de forma matemática al acabar tercero en el GP de Japón. Entre otros datos, hay que destacar el récord de 18 poles sobre 19 posibles y 12 victorias de 19 posibles.

#### Temporada 2012: tricampeonato sufrido
Con el comienzo la temporada 2012 en Melbourne en el trazado de Albert Park, todos los ojos se centraban en Red Bull y su nuevo RB8, con el que querían conquistar otro título. Pero durante la sesión final de clasificación apenas quedaron 5.º y 6.º; aunque después de una difícil carrera, finalmente Sebastian Vettel logró el 2.º lugar y Mark Webber el 4.º. Para la segunda prueba, en el Gran Premio de Malasia durante el transcurso de una tormentosa carrera, Sebastian se posicionaba en 4.º lugar, hasta que se tocó con un piloto de HRT quedando fuera de la zona de puntos. Webber acabó en 4.º puesto. En la tercera carrera en China, una arriesgada estrategia no funcionó de igual forma para los pilotos. Ambos terminaban en los puntos (4.º y 5.º) y así Red Bull obtenía el liderato de constructores. A la cuarta fue la vencida y Vettel ganó su primera carrera de la temporada en Baréin.
A pesar de la prohibición de los escapes soplados, que puso fin a su superioridad y limitó su rendimiento en la primera parte del campeonato; la escudería austríaca supo sobreponerse a ello, mejorando de forma destacable su monoplaza en la segunda mitad del año. Eso permitió a Vettel encadenar cuatro dominantes victorias de forma consecutiva, entre Singapur y la India. En la penúltima carrera del año, en Estados Unidos, Red Bull obtuvo su tercera corona consecutiva. Finalmente, el 25 de noviembre de 2012 en Brasil, Sebastian Vettel consigue su tercer título consecutivo, proclamándose el tricampeón más joven, a pesar de un toque al comienzo de la prueba que le retrasó hasta la última posición.

#### Temporada 2013: de menos a más hacía el tetracampeonato
En febrero de 2013, la escudería Red Bull presentó el nuevo monoplaza, conocido como RB9 y diseñado por Adrian Newey.
El equipo arrancó la temporada mostrándose competitivo, pero sufría con la degradación de los neumáticos en carrera y no era tan superior a los rivales como en años anteriores. A pesar de todo, Vettel logró un podio en la cita inaugural en Australia y lideró un polémico doblete de la escudería en Malasia, donde desobedeció las órdenes de equipo. En China, Red Bull no estuvo acertado en clasificación y en carrera solo pudo obtener un 4.º puesto de Vettel y un abandono de Webber por perder la rueda, pero Sebastian volvería a imponerse en Baréin. Ambos pilotos terminaron en los puntos en España, y en Mónaco ocuparon el 2.º y el 3.º lugar del podio. Vettel consolidaba su liderato al ganar de forma clara en Montreal. La carrera de Silverstone fue agridulce para Red Bull, ya que Webber subió al cajón, pero Sebastian sufrió su primer abandono del año por avería. No obstante, el tricampeón se recuperó al vencer ante sus aficionados en Nürburgring. Antes del parón veraniego, Vettel sumó otro podio en Hungría, y regresó por sus fueros imponiéndose con claridad en Bélgica e Italia, además de una tercera victoria consecutiva en Singapur con más de 30 segundos de diferencia con respecto a Alonso a pesar de un coche de seguridad a mitad de carrera. La racha imparable del binomio Vettel-Red Bull continuó y finalmente, con otro apabullante triunfo en la India, el equipo y el piloto se convierten en tetracampeones del mundo de F1. Lejos de relajarse, Vettel ganó las tres carreras restantes, encadenando 9 victorias consecutivas al concluir el año.

### Fin de la hegemonía y fin de la etapa con Renault (2014-2018)

#### Temporada 2014: despedida de Vettel, subcampeonato y solo 3 victorias

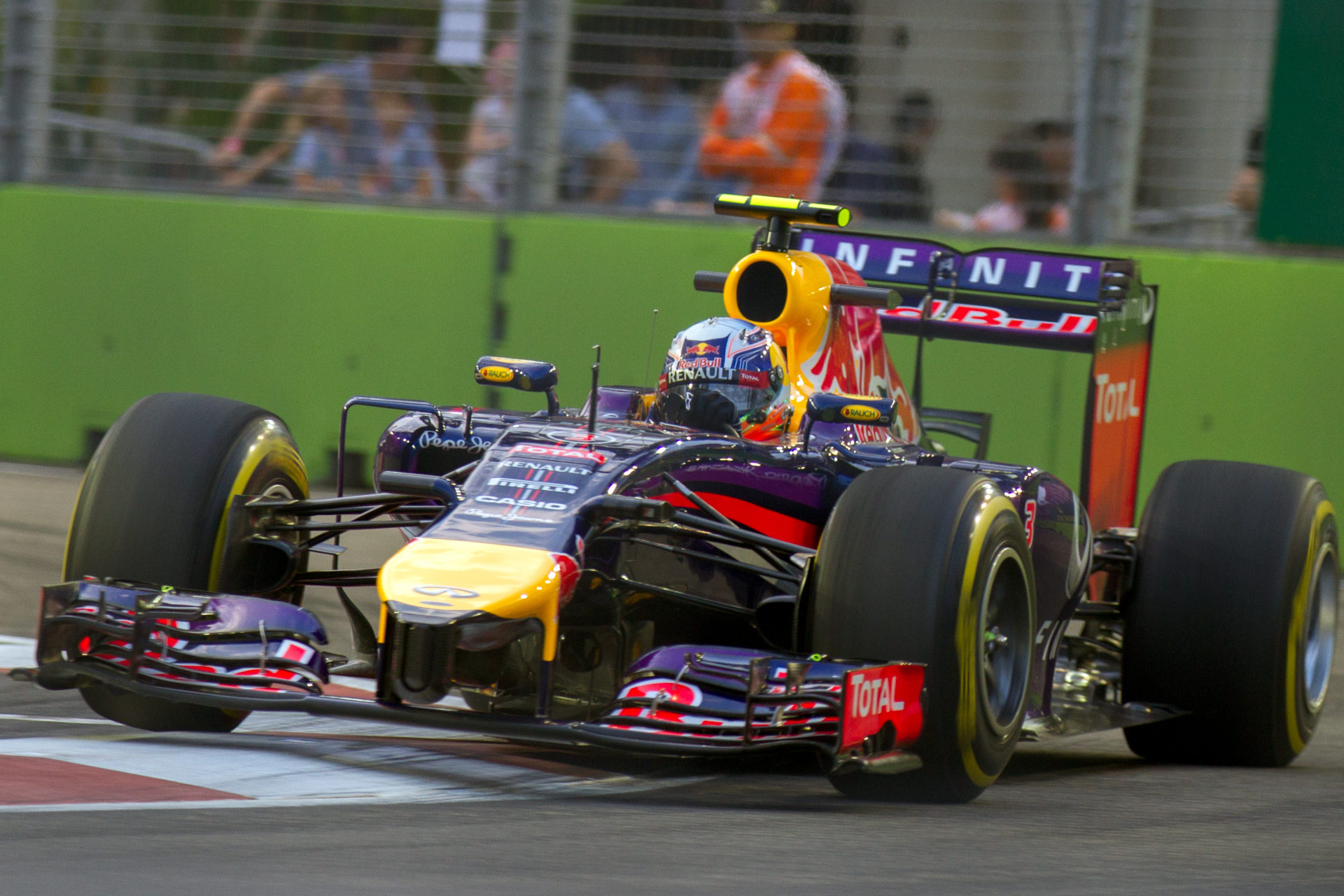
Daniel Ricciardo ganó tres carreras en 2014 con el Red Bull RB10

El 2 de septiembre de 2013, Red Bull confirma al joven Daniel Ricciardo como nuevo compañero de Sebastian Vettel en 2014. Con la entrada de los nuevos propulsores V6 turbo, la escudería tuvo importantes problemas de fiabilidad con sus unidades Renault, que complicaron su trabajo en los tests al limitar su kilometraje. Dichos problemas hicieron abandonar a Sebastian Vettel en el GP de Australia, donde Daniel Ricciardo fue descalificado por superar el límite de consumo tras terminar en segundo lugar. En la siguiente carrera, Vettel logró el primer podio del año al terminar en 3.º puesto. Tras dos pruebas con dificultades, el equipo consigue dos nuevos podios de la mano de Ricciardo en Barcelona y Mónaco y el propio piloto australiano da la sorpresa al conseguir su primer triunfo en Canadá, tras adelantar a Nico Rosberg en los últimos instantes de la carrera. Tras una actuación decepcionante ante sus aficionados en Austria, Red Bull vuelve a ser competitivo en Silverstone (donde Daniel Ricciardo es 3.º) y de nuevo logra otra victoria en Hungría gracias al joven piloto australiano. En Bélgica, Ricciardo volvería a triunfar, aprovechando los problemas de Mercedes y confirmándose como la única alternativa a su dominio. En el GP de Singapur, los dos pilotos de Red Bull estuvieron en el podio, finalizando en 2.º (Vettel) y 3.º puesto (Ricciardo). En el GP de Japón, los dos pilotos de Red Bull finalizaron en 3.º y 4.º puesto, siendo este el último podio de Vettel con la escudería, mientras que en Austin Ricciardo le dio el último podio del año al equipo. En Abu Dabi, los dos pilotos de Red Bull fueron descalificados en la clasificación por irregularidades en su alerón delantero, pero ambos pilotos remontan en carrera y terminan en 4° (Ricciardo) y 8° (Vettel), certificando el subcampeonato de la escudería.

#### Temporada 2015: año sin victorias

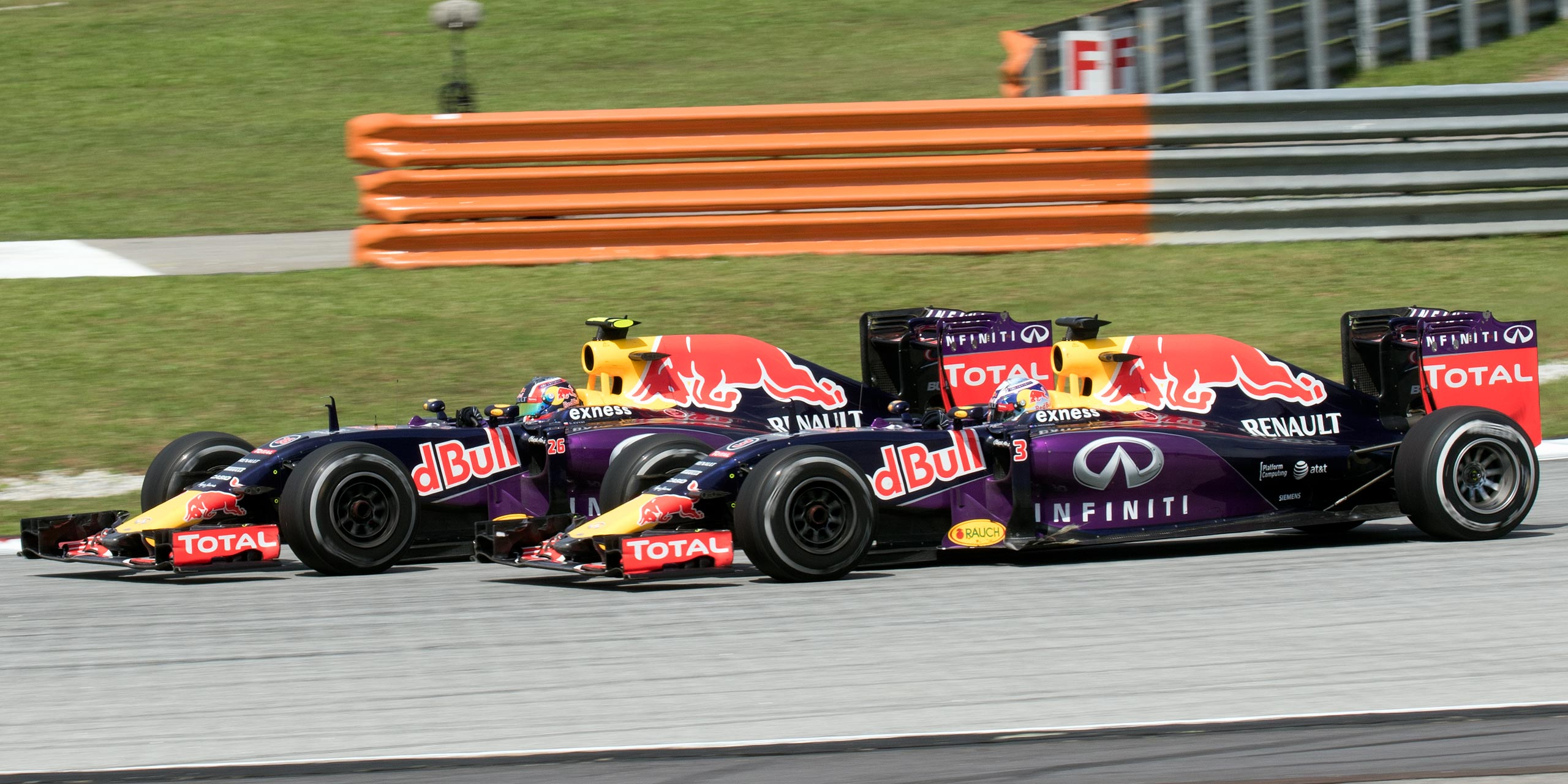
Daniil Kvyat y Daniel Ricciardo en el Gran Premio de Malasia de 2015

El 4 de octubre de 2014 el alemán Sebastian Vettel anuncia su marcha de la escudería para 2015, siendo sustituido por el joven ruso Daniil Kvyat. El equipo volvió a comenzar la temporada con problemas de fiabilidad (Kvyat no pudo ni siquiera tomar la salida en Australia por una avería en la vuelta de formación), pero esta vez el coche fue menos competitivo que su predecesor, pues no pasa de la lucha por los puntos. Solo en Mónaco estuvieron cerca de la lucha por el podio, terminando 4.º y 5.º. Así, el equipo protagoniza su peor inicio de temporada desde 2008. En Hungría, el equipo logra su primer podio de la temporada, con Kvyat 2.º y Ricciardo 3.º. Después del parón veraniego llegó el GP de Bélgica, un circuito poco favorable a los Red Bull. Daniel tuvo que retirarse, mientras que Daniil acabó en una meritoria cuarta posición. En Monza, ambos pilotos salieron desde las últimas posiciones debido a una penalización por usar un nuevo motor, pero en carrera pudieron remontar y sumar algunos puntos. En la recta final del campeonato, Kvyat consiguió ser el mejor piloto del equipo, en contraste con las primeras carreras, periodo en el cual Ricciardo se mostraba superior. Tras un periplo asiático poco fructífero, el equipo luchó por la victoria mientras la pista estuvo mojada en Estados Unidos, aunque luego se desfondó con el asfalto seco, y obtuvieron una 4.ª y una 5.ª posición en México. Finalmente, Red Bull terminó como el 4.º equipo en el mundial de constructores, siendo la primera vez que no logra ni una victoria desde 2008.

#### Temporada 2016: repunte con dos victorias
En 2016, la escudería austriaca utiliza motores con unidad de potencia Renault y componentes Ilmor bajo la denominación TAG Heuer, que se incorpora al equipo tras terminar su patrocinio con McLaren. Además, tanto Daniil Kvyat como Daniel Ricciardo fueron confirmados como pilotos un año más. Sin embargo, a partir del Gran Premio de España Max Verstappen ocupó el puesto de Daniil Kvyat, siendo el piloto más joven en debutar para Red Bull, con 18 años.
El equipo consiguió dos triunfos. Primero, Verstappen ganó el GP de España ante Kimi Räikkönen, Sebastian Vettel y ante su compañero, siendo el piloto más joven en ganar un Gran Premio con 18 años y 228 días. Posteriormente, en el GP de Malasia, Daniel Ricciardo logró la segunda victoria de la temporada para Red Bull, completando un doblete con la 2.ª posición de Verstappen.

#### Temporada 2017: detrás de Mercedes y Ferrari

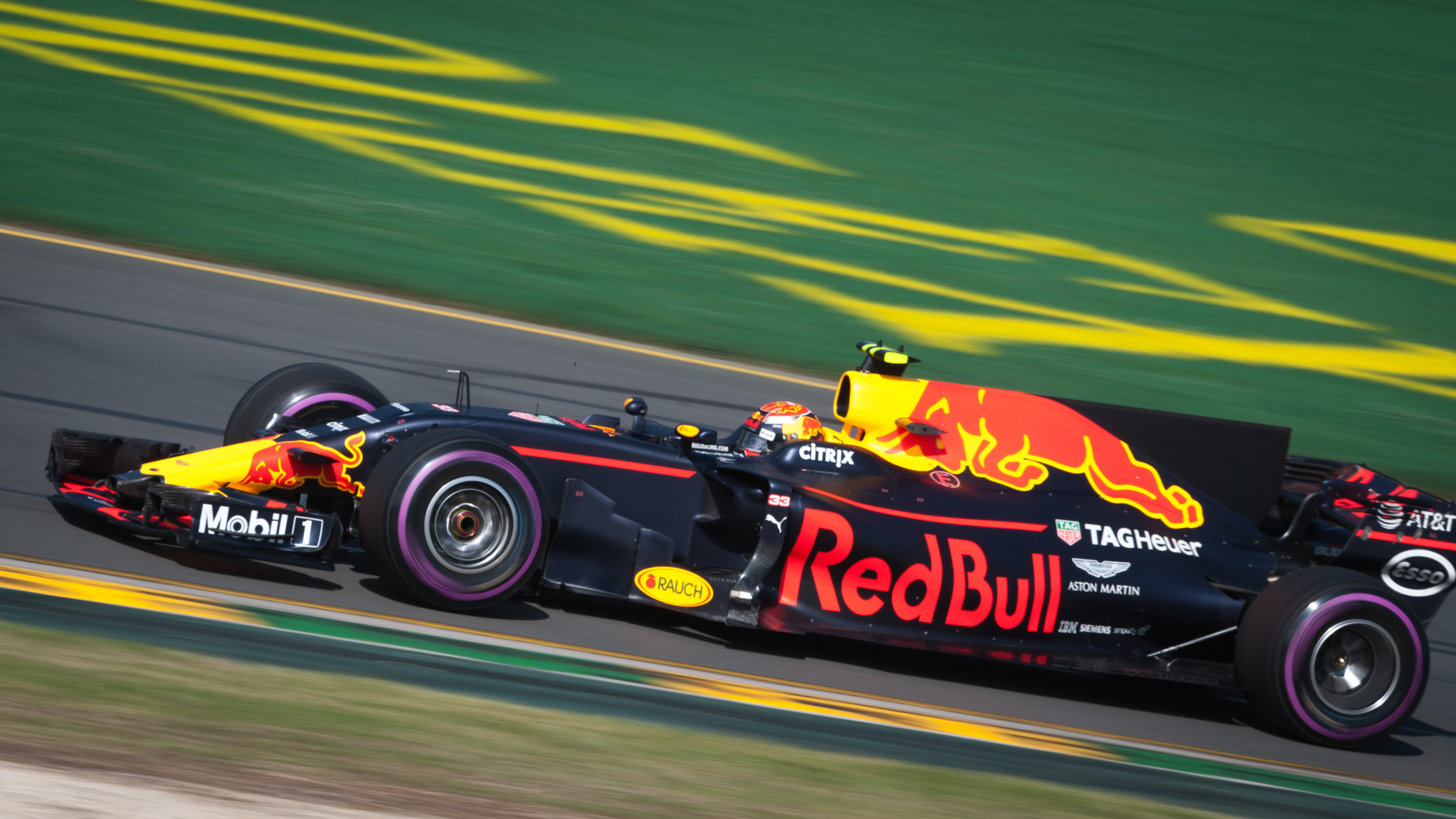
Max Verstappen durante el Gran Premio de Australia 2017

En 2017, Red Bull mantuvo su alineación de pilotos de 2016 y continuó usando motores Renault de la marca TAG Heuer. En la primera carrera en Australia, Ricciardo se retiró en la vuelta 25, en un fin de semana plagado de problemas para él, mientras que Verstappen terminó quinto.
Verstappen sufrió varios problemas de confiabilidad con el automóvil, sufriendo tres retiros debido al motor y uno debido a un problema eléctrico en el Gran Premio de Canadá. También estuvo involucrado en tres colisiones en la primera vuelta que terminaron en abandono.
El equipo ganó tres carreras en 2017; Ricciardo ganó en Azerbaiyán tras salir décimo, mientras que Verstappen ganó en Malasia y en México. Además, Verstappen y Ricciardo terminaron segundo y tercero en el Japón. En el Campeonato de Pilotos, Ricciardo terminó quinto con 200 puntos y Verstappen sexto con 168 puntos. El equipo terminó tercero en el Campeonato de Constructores con 368 puntos.

#### Temporada 2018: último año con Renault
La temporada 2018 significó una leve mejoría en los resultados del equipo. Nuevamente detrás de Mercedes y Ferrari, Red Bull anotó una victoria más que el pasado año, pero los problemas de fiabilidad continuaron, causando que Ricciardo abandonase en ocho carreras. En junio, Red Bull anunció que utilizaría motores Honda a partir de la próxima temporada, y en agosto, Renault hizo oficial el contrato con el piloto australiano para 2019.

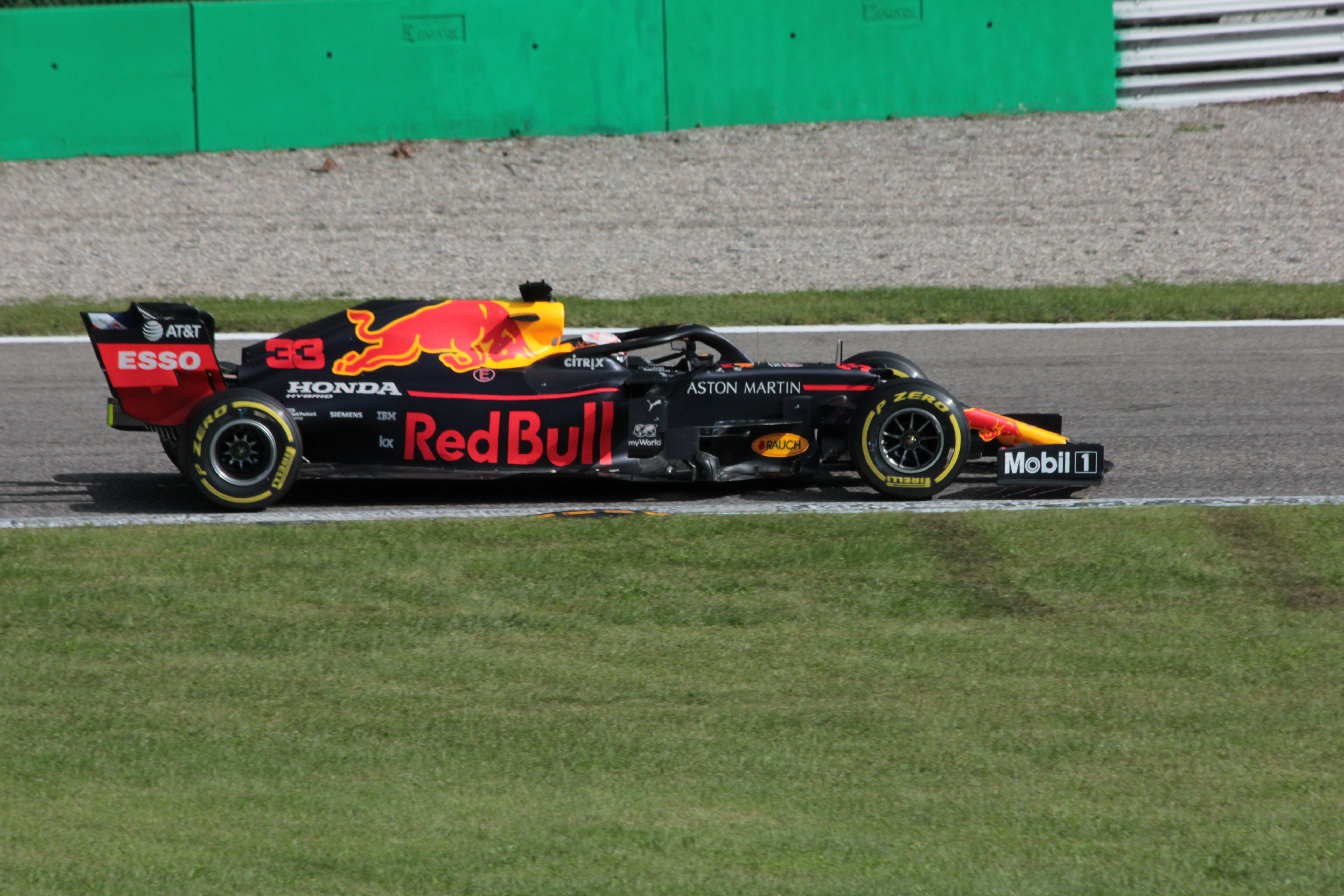
Max Verstappen en el Gran Premio de Italia 2019

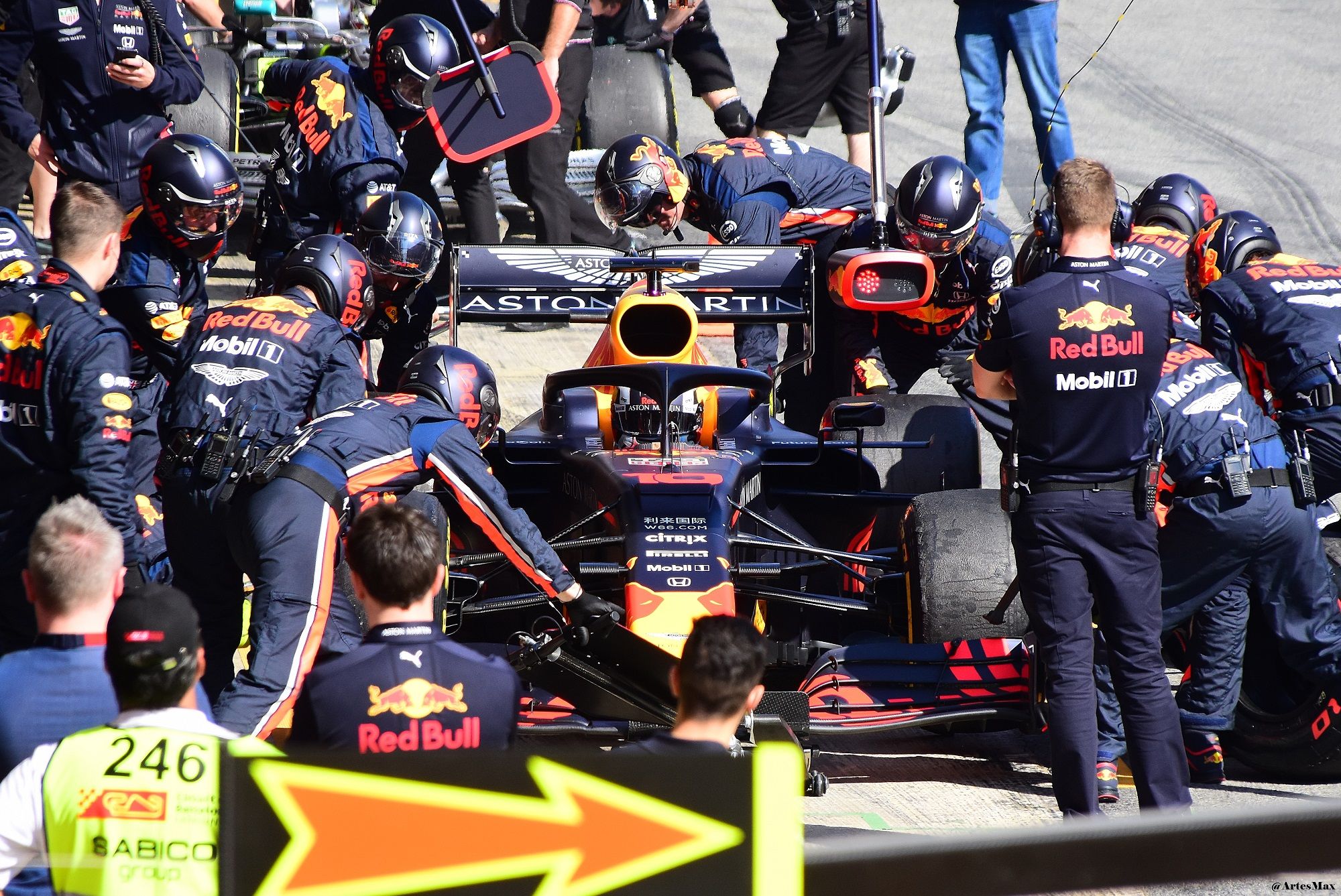
Gasly en la fase de pruebas en Barcelona durante la pretemporada 2019

### Era Honda (2019-2021)

#### Temporada 2019: tres victorias con Verstappen
En el primer año del fabricante japonés, Red Bull logró un total de tres victorias y nueve podios, todos de la mano de Verstappen. Pierre Gasly fue llamado para sustituir a Ricciardo, pero fue remplazado por Alexander Albon desde la carrera número 12. Ninguno de ellos subió al podio a con Red Bull, siendo la situación más clara la del tailandés en el Gran Premio de Brasil, en el cual recibió un impacto de Lewis Hamilton cuando era segundo a falta de dos vueltas.

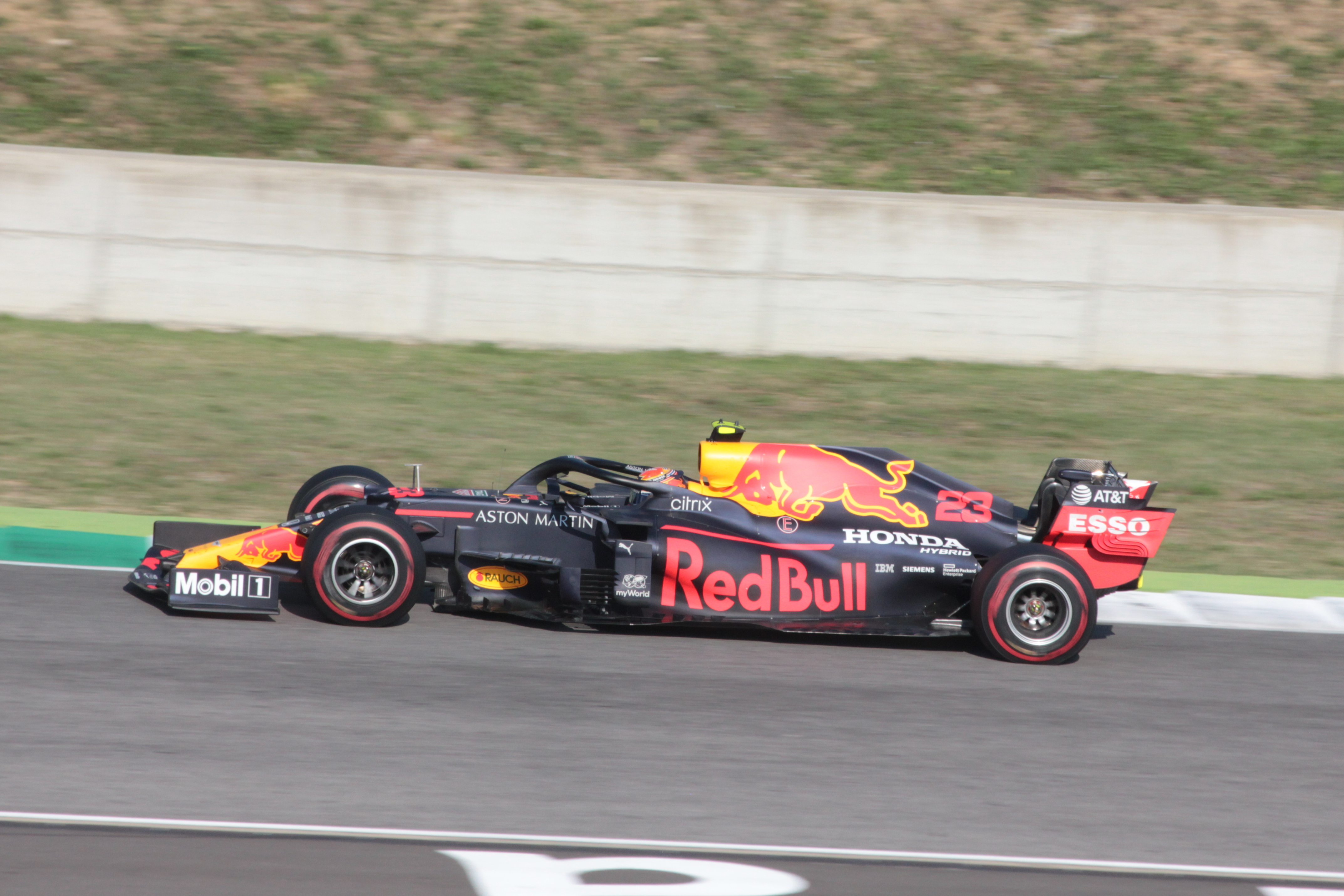
Albon compitiendo en el Gran Premio de Toscana 2020

#### Temporada 2020: subcampeonato detrás de Mercedes
El equipo retuvo a Max Verstappen y Alex Albon como su alineación para la temporada 2020 y emplearán el chasis Red Bull RB16.
Verstappen obtiene dos triunfos, el GP del 70.º Aniversario y el GP de Abu Dabi mientras que Alex Albon logró su primer podio en la Fórmula 1 en el GP de Toscana y otro tercer lugar GP de Baréin, con lo que el equipo austriaco obtiene el subcampeonato con 319 puntos solo por debajo de Mercedes.

#### Temporada 2021: título de Verstappen
Max Verstappen participó durante la temporada 2021 junto con el piloto mexicano Sergio Pérez, mientras que Alex Albon quedó como piloto de reserva. Red Bull empleó el chasis de 2020 actualizado, llamado RB16B. En una temporada que tras los resultados de la pretemporada parecía la más igualada de la era híbrida, comenzó con una pole de Max Verstappen en Baréin, que terminaría con un polémico segundo puesto, Pérez por su parte lograría remontar y quedar en quinta posición, más tarde en la Emilia-Romaña, Pérez venció a Verstappen en la clasificación; sin embargo, el resultado para ambos en carrera sería totalmente distinto, ante la lluvia, Verstappen se llevó una contundente victoria, mientras que Pérez, entre una sanción y varios errores no consiguió puntos, cierta regularidad llegaría en la primera jornada de dos premios seguidos, destacando los segundos lugares seguidos del neerlandés en Portugal y España.
El Gran Premio de Mónaco daría vuelta a ambos mundiales, la alta cantidad de puntos de Verstappen que consiguió su segunda victoria en la temporada y quinto podio seguido, combinado con el cuarto lugar de Pérez y un gran tropiezo de Mercedes, fueron suficientes para impulsar a Red Bull a la cabeza en el Campeonato de Constructores por primera vez desde Brasil 2013 y a Verstappen a la cabeza en el Campeonato de Pilotos por primera vez en su carrera. Dos semanas después en Azerbaiyán, ambos Red Bulls tras su parada en boxes consiguieron ponerse primero y segundo de la carrera, algo que duraría hasta la vuelta 47, cuando Verstappen sufrió una pinchazo en uno de sus neumáticos, provocando su retiro y una Bandera Roja; con el abandono, su compañero Sergio Pérez se convirtió en el líder, tras la salida en parado faltando dos vueltas y forzando al error a Hamilton en la curva 1 que lo dejaría último sin puntos, el mexicano lideró la carrera hasta el final, consiguiendo su primera victoria con el equipo.

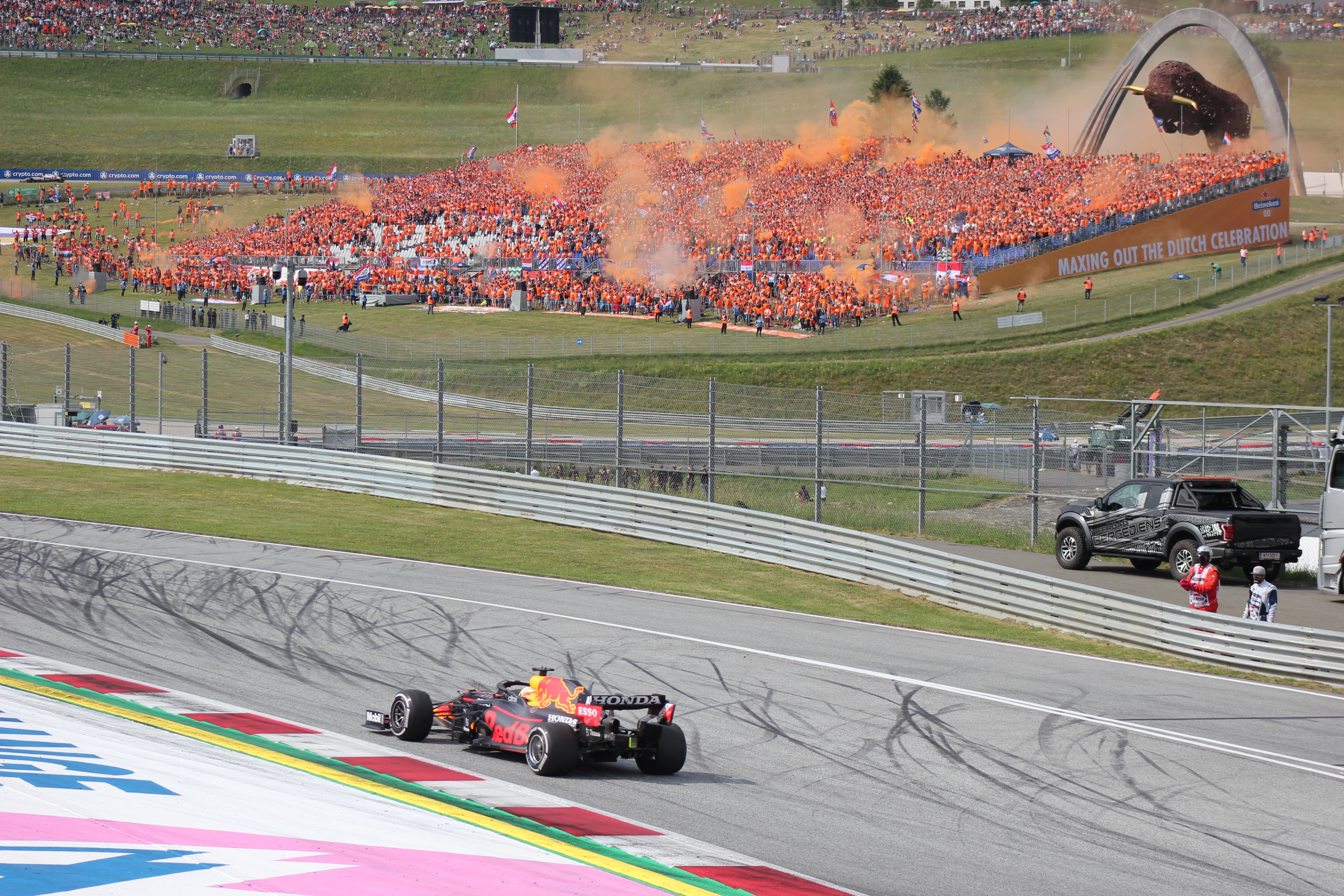
Los aficionados festejan la victoria de Verstappen en el Red Bull Ring.

Dos semanas después en Francia, Max consiguió la segunda pole de la temporada, misma que en carrera no duro nada tras salirse de pista, faltando pocas vueltas al final, ambos Red Bulls intentarían adelantar a ambos Mercedes, primero sería el neerlandés quien tras un error de Bottas lograría adelantarlo, algo que unas vueltas después también lo conseguiría el mexicano entrando en posición de podio, a solo dos vueltas del final, Verstappen con neumáticos más jóvenes, rebasaría a Lewis Hamilton, lo que le aseguro la victoria y el primer doble podio de la temporada. La regularidad seguiría en el Red Bull Ring donde Max Verstappen dominaría todo el fin de semana, consiguiendo su cuarta victoria de la temporada en Estiria, mientras su compañero acabaría cuarto rozando el podio. Una historia similar a Imola se repetiría en el Austria, entre un error y dos sanciones, Pérez terminaría en 6.ª posición. Por otro lado, Verstappen en una cómoda carrera lograría su primer Grand Chelem. Con esto Red Bull llegó a su quinta victoria seguida (algo que no lograban desde 2013), llegando la diferencia en el Mundial de Constructores a 44 puntos, mientras que la de Campeonato de Pilotos aumentó su diferencia a 34 puntos.

Sin embargo, tras dos carreras, se desvanecería la diferencia obtenida, en Gran Bretaña Max consiguió la pole tras vencer en la primera carrera clasificatoria de la historia, mientras que su compañero saldría desde el pit lane tras abandonar, la mala suerte aumentaría al día siguiente, después de un espectacular duelo en la primera vuelta, Hamilton y Verstappen chocaron entre sí en la novena curva, con el neumático trasero derecho de Verstappen despojado de la llanta. Verstappen se deslizó lateralmente a través de la trampa de grava en el exterior de la pista y chocó con la pared del neumático al menos a 180 mph (289,7 km/h). dejándolo fuera de carrera. Tras el reinicio de la carrera, Pérez intentaría remontar dos veces tras su parada en boxes pero tendría una pequeña colisión con el Alfa Romeo de Kimi Räikkönen. El mexicano finalizaría sin puntos aunque con la vuelta más rápida. En Hungría, ambos monoplazas sufrieron graves daños en un accidente en la primera vuelta provocado por el Mercedes de Valtteri Bottas quedando Pérez fuera de carrera, Verstappen logró salvar un noveno puesto. 

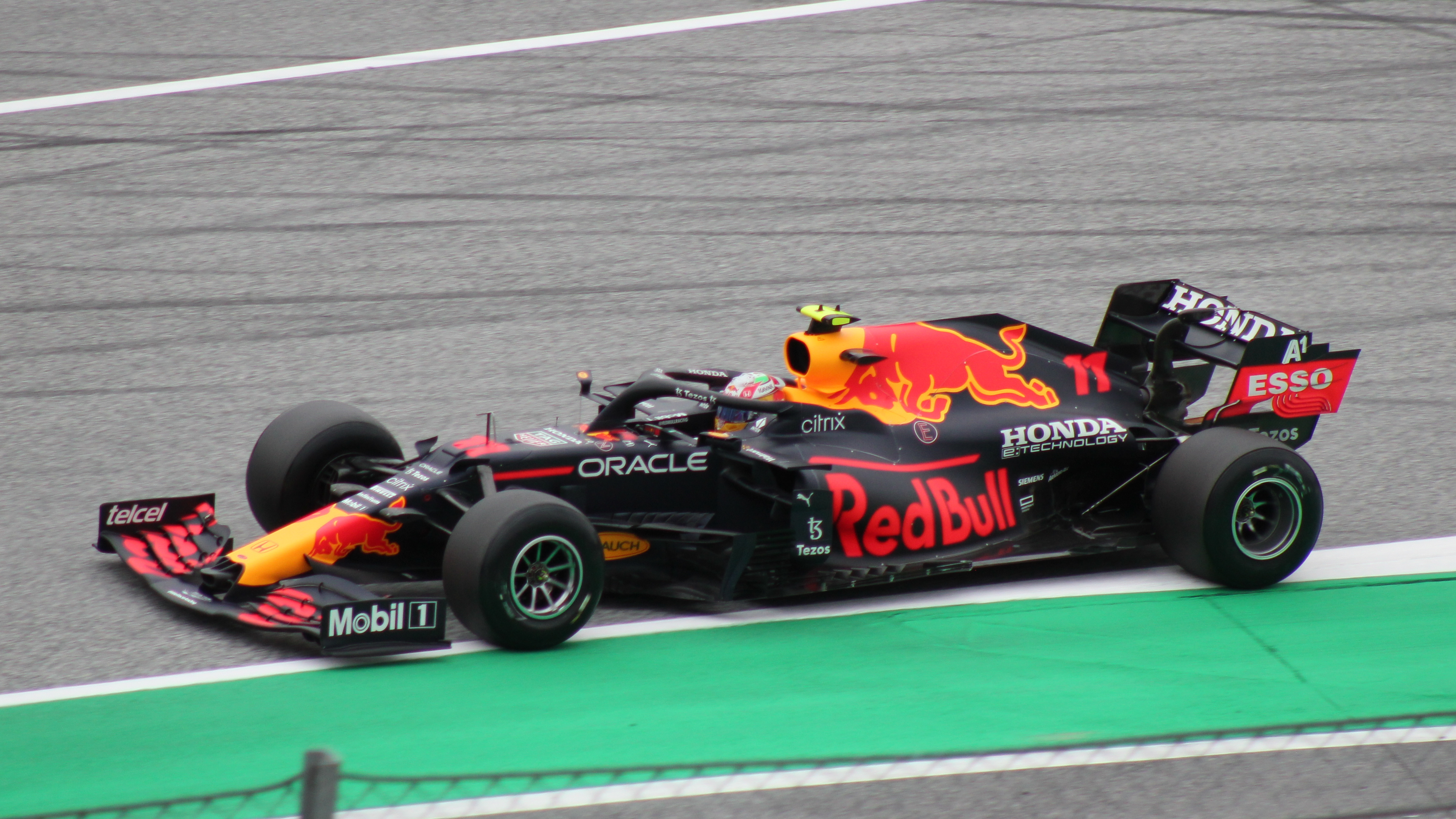
Sergio Pérez en el GP de Austria de 2021.

Tras el parón veraniego en Spa, Verstappen se hizo con la pole y ganó una carrera acortada por la lluvia en la que se otorgaron la mitad de los puntos con un compañero fuera de los puntos su compañero tras un accidente en una vuelta de instalación. Posteriormente en Países Bajos, el neerlandés para alegría de su público se llevó nuevamente la victoria, Pérez remontaría tras una mala clasificación quedando octavo. Monza sería un varapalo para el equipo cuando Max terminó abandonando tras un choque con Hamilton después de sus paradas en boxes, Sergio originalmente quedó en el podio pero una sanción lo bajo a la 5.ª posición. Luego en Rusia el clima sería el principal protagonista, Verstappen se aprovecharía quedando segundo habiendo salido último con un cambio de motor, Pérez al contrario la lluvia lo mando hasta la novena posición.
Dos semanas después en Turquía, Red Bull usaría una decoración con los colores de la bandera japonesa en honor a su motorista Honda. Verstappen y Pérez compartirían el podio logrando un 2-3 respectivamente, permitiendo al neerlandés recuperar el liderato en el campeonato. En el continente americano, Red Bull consiguió dos 1-3 seguidos, primero dando la sorpresa en Austin y luego en México, en ambas con Max ganando y Sergio en tercer lugar, algo que dejó a Red Bull a un punto del liderato en constructores. Tras esto Red Bull sumaría unos 2-4 seguidos encabezados por el neerlandés, en São Paulo y Catar, Verstappen repetiría el segundo puesto en el Gran Premio de Arabia Saudita donde por su parte Pérez abandono tras un toque en la segunda arrancada.
El 12 de diciembre de 2021, el campeonato se definiría en Abu Dabi manteniendo opciones en ambos campeonatos, teniendo al neerlandés saliendo desde la pole, durante una carrera muy estática y estratégica, en una espectacular defensa Checo le hizo perder tiempo a Hamilton para que Max acortara la diferencia, mientras él marchaba tercero, sin embargo el auto de seguridady la decisión de Mercedes de no cambiar por neumáticos más nuevos le dio la oportunidad a Verstappen de recortar la distancia con Hamilton y de cambiar neumáticos, esos hechos sellarian el resultado. Verstappen adelantó a Hamilton en la última vuelta de la carrera y ganó el título con 395.5 puntos y ocho de ventaja. Pérez finalizó en la 4.ª posición en pilotos con 190 puntos, mientras que el equipo repitió el subcampeonato con 585.5 puntos, quedando a 28 de Mercedes.

### Creación del Red Bull Powertrains (2022-presente)
Tras el anuncio de que Honda dejaría la F1 tras 2021, Red Bull se interesó en la posibilidad de adquirir el permiso del fabricante japonés para seguir utilizando sus motores en las siguientes temporadas. El equipo presionó para que se congele el desarrollo de los motores desde 2022 ya que, según sus afirmaciones, no podía permitirse asumir este proyecto si también tenía que desarrollar los motores. Tras la aprobación de la propuesta de Red Bull por parte de todos los equipos de F1 en febrero de 2021, Red Bull anunció la creación de Red Bull Powertrains para ocuparse de los motores.

#### Temporada 2022: bicampeonato de Max y título de constructores tras 9 años
Tras la retirada de Honda como entidad de trabajo después de 2021, una congelación del desarrollo de motores presionada por Red Bull les permitió firmar un acuerdo con Honda para usar sus motores hasta finales de 2024. Para mantener los motores, formaron una empresa llamada Red Bull Powertrains Limited. y se hizo cargo de parte de las instalaciones de Honda en Milton Keynes. A pesar de su retirada, Honda desarrollará y fabricará una unidad de potencia para la temporada 2022, que luego se utilizará hasta finales de 2024, y ofrecerá asistencia. El acuerdo Honda-Red Bull se extendió más tarde hasta 2025.
La empresa de software Oracle se convirtió en el patrocinador principal del equipo durante la temporada. Tras 12 victorias en esta temporada lograrían consagrarse nuevamente con un título de pilotos, con Max Verstappen coronándose campeón en el Gran Premio de Japón de 2022, logrando así su segundo título mundial y también logrando salir como bicampeón del Campeonato Mundial de Fórmula 1 y junto con Checo Pérez conseguirían el campeonato de constructores de Fórmula 1.

#### Temporada 2023: dominio absoluto de Verstappen

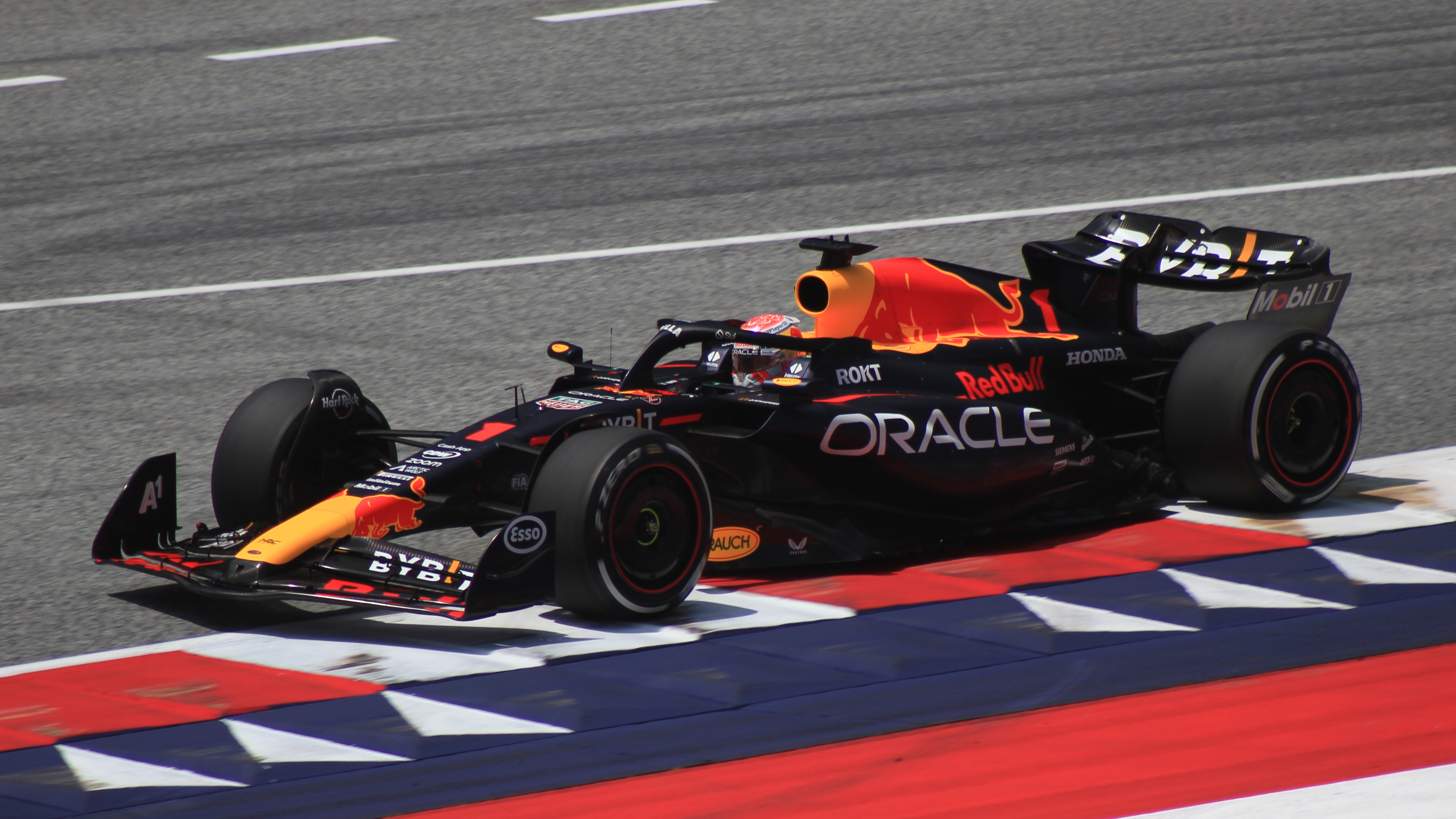
Max Verstappen en Gran Premio de Austria de 2023

Red Bull Racing retuvo su alineación de 2022, el campeón defensor del mundo Max Verstappen y su compañero de equipo Sergio Pérez, para la temporada 2023. Inmediatamente, RB19 estaba al ritmo, superando a todos los demás equipos durante las pruebas de pretemporada. Este ritmo se confirmó en la primera carrera en Baréin cuando Verstappen, que tomó una cómoda pole position y la victoria en la carrera, la primera de muchas a lo largo de 2023. Su compañero de equipo Pérez ganaría dos carreras durante la temporada, ganando en Gran Premio de Arabia Saudita y Azerbaiyán. La única carrera que Red Bull no ganó a lo largo de la temporada 2023 fue en Singapur, donde Verstappen y Pérez terminaron quinto y octavo respectivamente; el excompañero de equipo de Verstappen Toro Rosso, Carlos Sainz Jr., se llevaría la victoria en Marina Bay.
Red Bull se mantuvo constante durante toda la temporada, asegurando en Campeonato de Constructores después del triunfo de Max Verstappen en Gran Premio de Japón. Luego aseguraría el Campeonato de Pilotos en el siguiente evento de sprint del Gran Premio de Catar, con su victoria en Gran Premio de Abu Dabi marcando la culminación de una de las temporadas más exitosas de Red Bull en la Fórmula 1 hasta la fecha. Tras el éxito del RB18 del año anterior, el RB19, también diseñado por Adrian Newey, fue señalado como uno de los coches más dominantes de la historia de la Fórmula 1. El RB19 ganó 21 de las 22 carreras de la temporada, con una tasa de victorias del 95,45 %, superando al McLaren MP4/4, otro coche con motor Honda con una alta tasa de victorias. El MP4/4 había ganado 15 de las 16 carreras en la temporada de 1988 con una tasa de victorias del 93,8%; la única carrera que no ganó fue Gran Premio de Italia de 1988, que, al igual que Gran Premio de Singapur de 2023, fue ganado por Ferrari.
Al ganar al Gran Premio de Hungría de 2023, la duodécima carrera consecutiva que Red Bull había ganado, estableció el récord de más victorias consecutivas de un constructor, batiendo el récord de once que había tenido McLaren desde Gran Premio de Bélgica de 1988. La racha se extendió posteriormente a quince, con victorias en los Grandes Premios de Bélgica, Países Bajos e Italia. Además, Verstappen se convirtió en el primer piloto en superar las 1000 vueltas lideradas en una sola temporada, y se convirtió en el único piloto en completar todas las vueltas de carrera en la temporada 2023.

#### Temporada 2024: declive del equipo y cuarto título para Verstappen

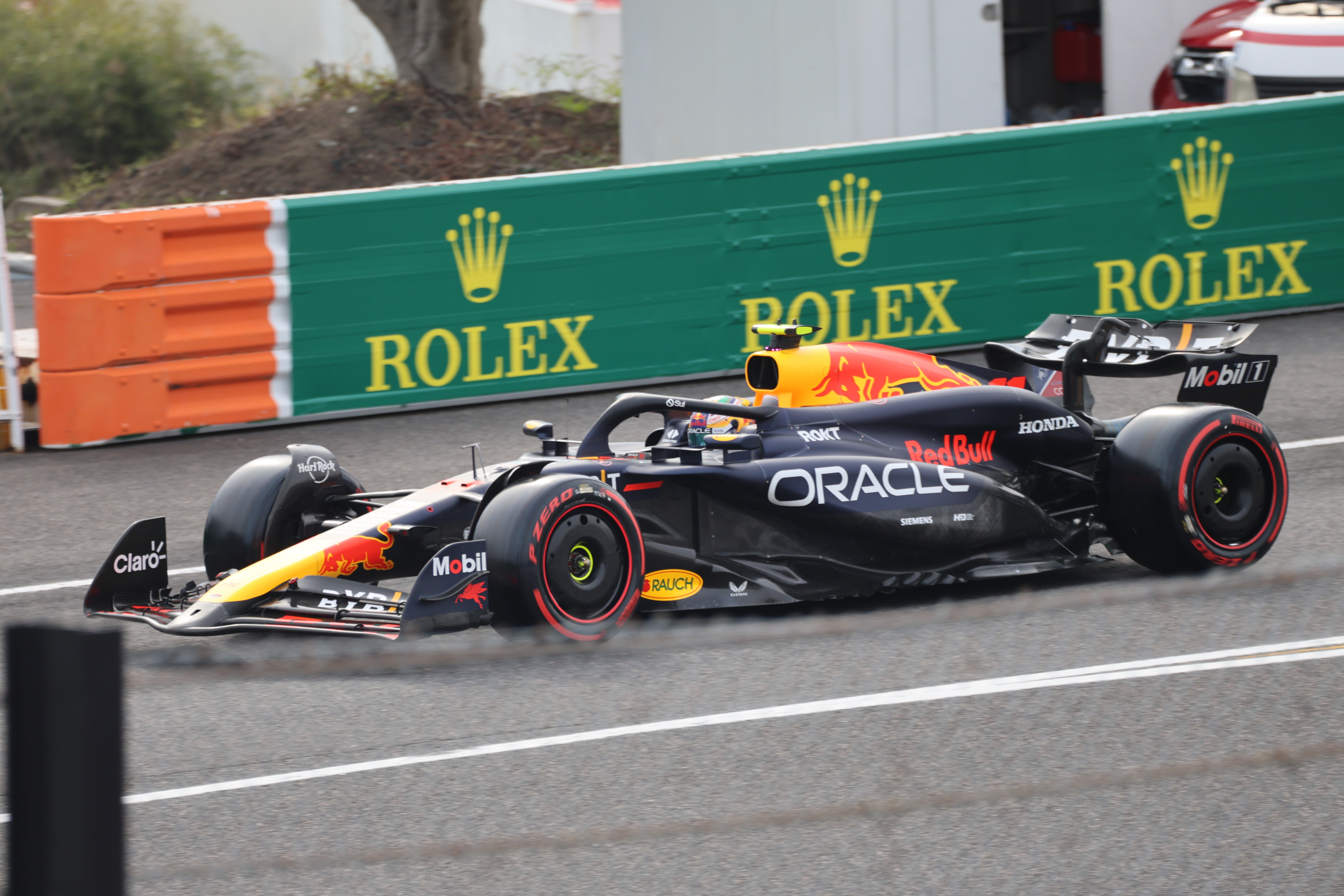
Sergio Pérez en Gran Premio de Japón de 2024.

Red Bull Racing retuvo su alineación de 2023: el tres veces campeón del mundo Max Verstappen y su compañero de equipo Sergio Pérez, para la temporada 2024. El RB20 fue revelado el 15 de febrero, con lo que Verstappen describió como un diseño «audaz» y «agresivo».
Red Bull Racing ganó cómodamente las dos primeras carreras, con Verstappen ganando con más de diez segundos de espacio desde el coche detrás, ambas veces el segundo coche de Sergio Pérez. Sin embargo, un fallo en el freno debido al sobrecalentamiento en Gran Premio de Australia de 2024 hizo que Max Verstappen se retirara.
El equipo logró su centésimo puesto en la pole position en Gran Premio de China de 2024, con Max Verstappen. El equipo adquirió su primera pole position quince años antes con Sebastian Vettel en Gran Premio de China de 2009.

#### Temporada 2025
Durante el fin de semana de la carrera del Gran Premio de Miami de 2024, Red Bull Racing anunció la salida del director técnico, Adrian Newey, después de 19 años con su equipo. Se irá en el primer trimestre de 2025. Para este año, hubo un cambio de piloto en la alineación de Red Bull. El 18 de diciembre de 2024, el equipo anunció la marcha de Pérez tras cuatro años en la estructura, y al día siguiente anunció al neozelandés Liam Lawson, proveniente de AlphaTauri y RB, como su reemplazante.

### Motores de RBPT-Ford (2026)
Después de meses de especulación, Porsche AG confirmó en septiembre que las conversaciones con Red Bull GmbH no continuarían. La intención era llegar a una asociación de motor y equipo, basada en la igualdad de condiciones, pero las negociaciones nunca llegaron a buen término.En cambio, el 3 de febrero de 2023, Ford Motor Company anunció una asociación con Red Bull Powertrains que comenzaría durante la temporada 2026, proporcionando las «experiencia en áreas como la tecnología de células de batería y motores eléctricos, así como software y análisis de control de la unidad de potencia» y «desarrollo de motores de combustión» para Red Bull Racing y su filial Racing Bulls.
Las nuevas regulaciones de la unidad de potencia (PU) en 2026 por parte de la FIA mantendrán el mismo diseño que los motores actuales, con las mismas RPM. Sin embargo, se introducirá un caudal de combustible reducido. Se logrará una potencia de 400 kW (539 HP) con las nuevas PU. El motor de combustión interna (ICE) se simplificará para reducir los costes. El sistema de recuperación de energía cinética se incrementará a 350 kW, en comparación con los 120 kW anteriores.

## Monoplazas

### Fórmula 1
La siguiente galería muestra los diferentes modelos utilizados por Red Bull en Fórmula 1.
|                     |
| Red Bull RB1 (2005) |

|                     |
| Red Bull RB2 (2006) |

|                     |
| Red Bull RB3 (2007) |

|                     |
| Red Bull RB4 (2008) |

|                     |
| Red Bull RB5 (2009) |

|                     |
| Red Bull RB6 (2010) |

|                     |
| Red Bull RB7 (2011) |

|                     |
| Red Bull RB8 (2012) |

|                     |
| Red Bull RB9 (2013) |

|                      |
| Red Bull RB10 (2014) |

|                      |
| Red Bull RB11 (2015) |

|                      |
| Red Bull RB12 (2016) |

|                      |
| Red Bull RB13 (2017) |

|                      |
| Red Bull RB14 (2018) |

|                      |
| Red Bull RB15 (2019) |

|                      |
| Red Bull RB16 (2020) |

|                       |
| Red Bull RB16B (2021) |

|                      |
| Red Bull RB18 (2022) |

|                      |
| Red Bull RB19 (2023) |

|                      |
| Red Bull RB20 (2024) |

|                      |
| Red Bull RB21 (2025) |

## Resultados

### Pilotos
| Pilotos           | Carreras | Victorias | Poles | VR | Podios | Puntos | Títulos |
| ----------------- | -------- | --------- | ----- | -- | ------ | ------ | ------- |
| Max Verstappen    | 198      | 64        | 39    | 32 | 113    | 2805,5 | 4       |
| Mark Webber       | 129      | 9         | 13    | 19 | 41     | 978,5  | 0       |
| Sebastian Vettel  | 113      | 38        | 44    | 24 | 65     | 1577   | 4       |
| Daniel Ricciardo  | 100      | 7         | 3     | 7  | 29     | 956    | 0       |
| Sergio Pérez      | 90       | 5         | 3     | 11 | 29     | 932    | 0       |
| David Coulthard   | 71       | 0         | 0     | 0  | 2      | 60     | 0       |
| Christian Klien   | 28       | 0         | 0     | 0  | 0      | 11     | 0       |
| Alexander Albon   | 26       | 0         | 0     | 0  | 2      | 181    | 0       |
| Daniil Kvyat      | 21       | 0         | 0     | 0  | 2      | 117    | 0       |
| Pierre Gasly      | 12       | 0         | 0     | 2  | 0      | 63     | 0       |
| Yuki Tsunoda      | 10       | 0         | 0     | 0  | 0      | 7      | 0       |
| Vitantonio Liuzzi | 4        | 0         | 0     | 0  | 0      | 1      | 0       |
| Robert Doornbos   | 3        | 0         | 0     | 0  | 0      | 0      | 0       |
| Liam Lawson       | 2        | 0         | 0     | 0  | 0      | 0      | 0       |
| Fuente:           |          |           |       |    |        |        |         |

- Negrita indica pilotos actuales.